# 千葉県道106号八日市場佐倉線

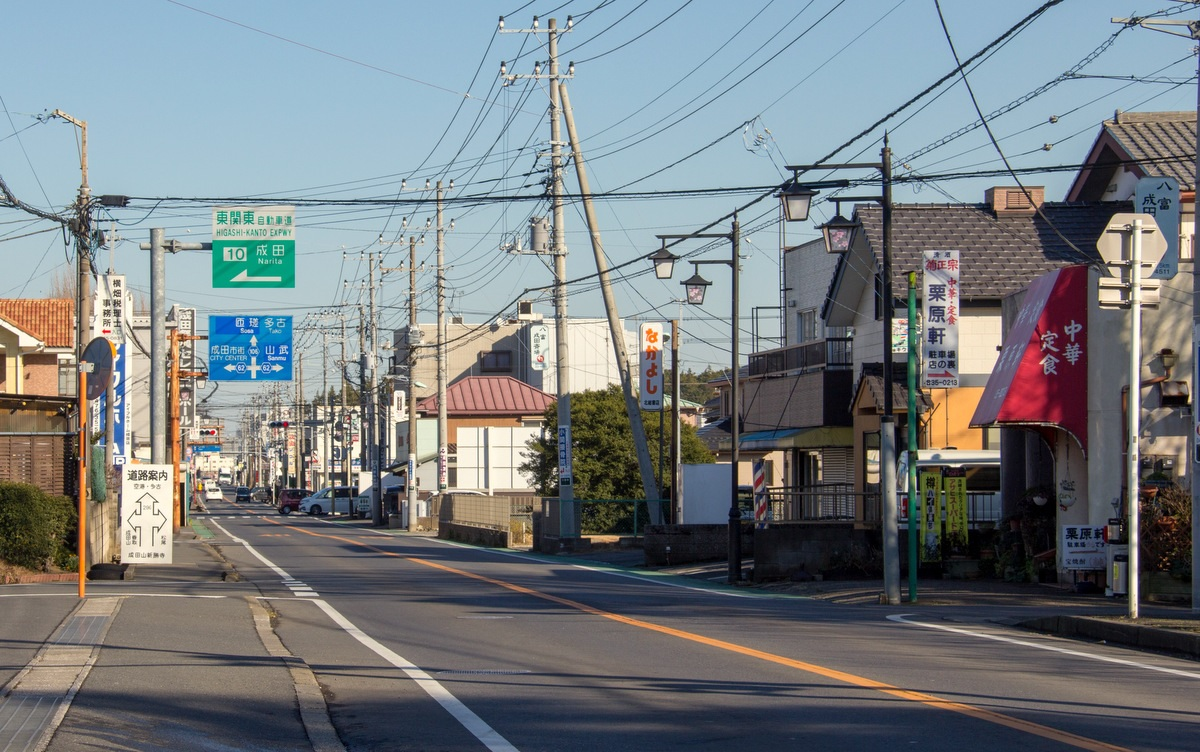
千葉県成田市三里塚

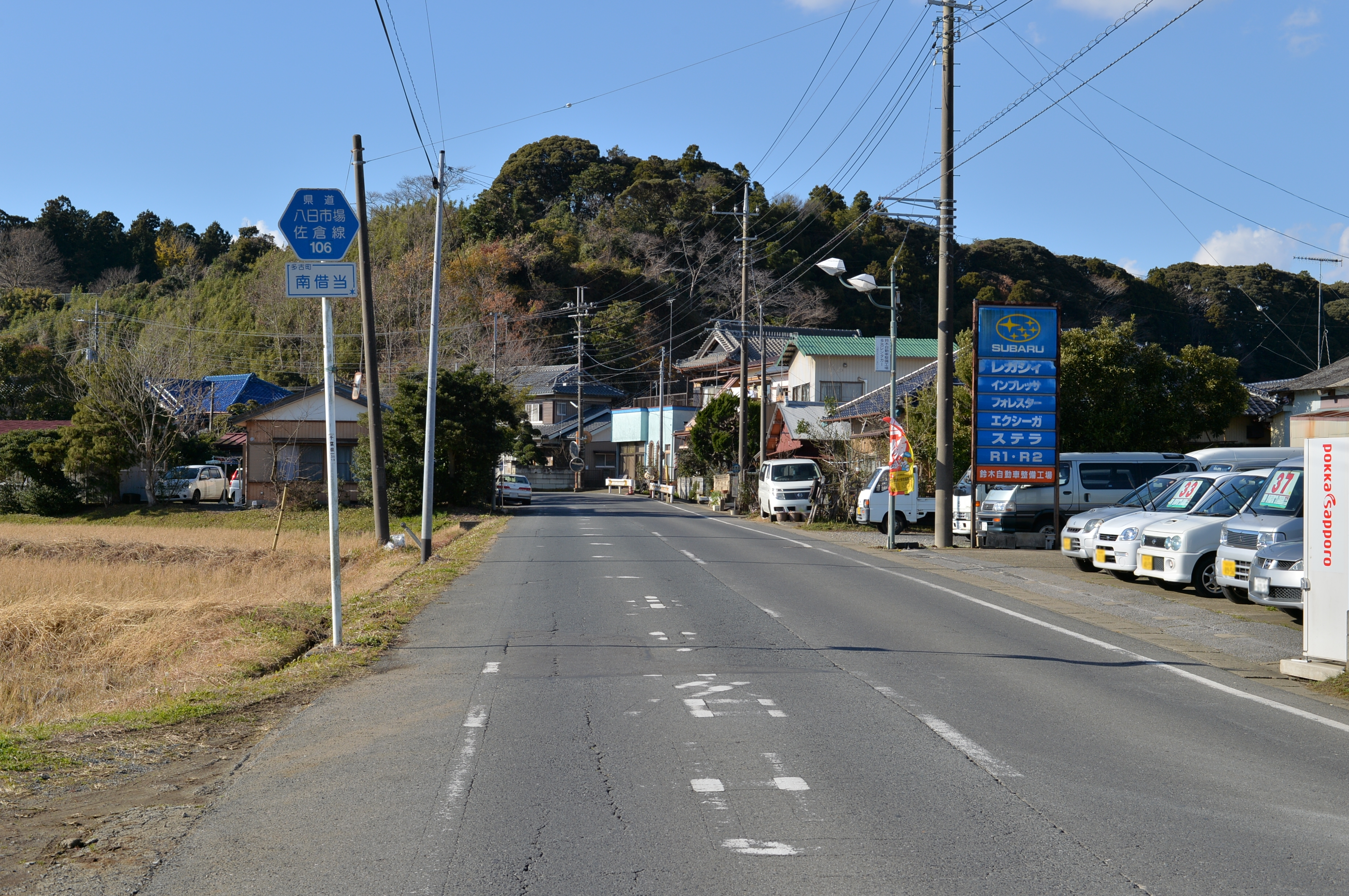
千葉県道106号八日市場佐倉線
香取郡多古町南借当（2014年12月）

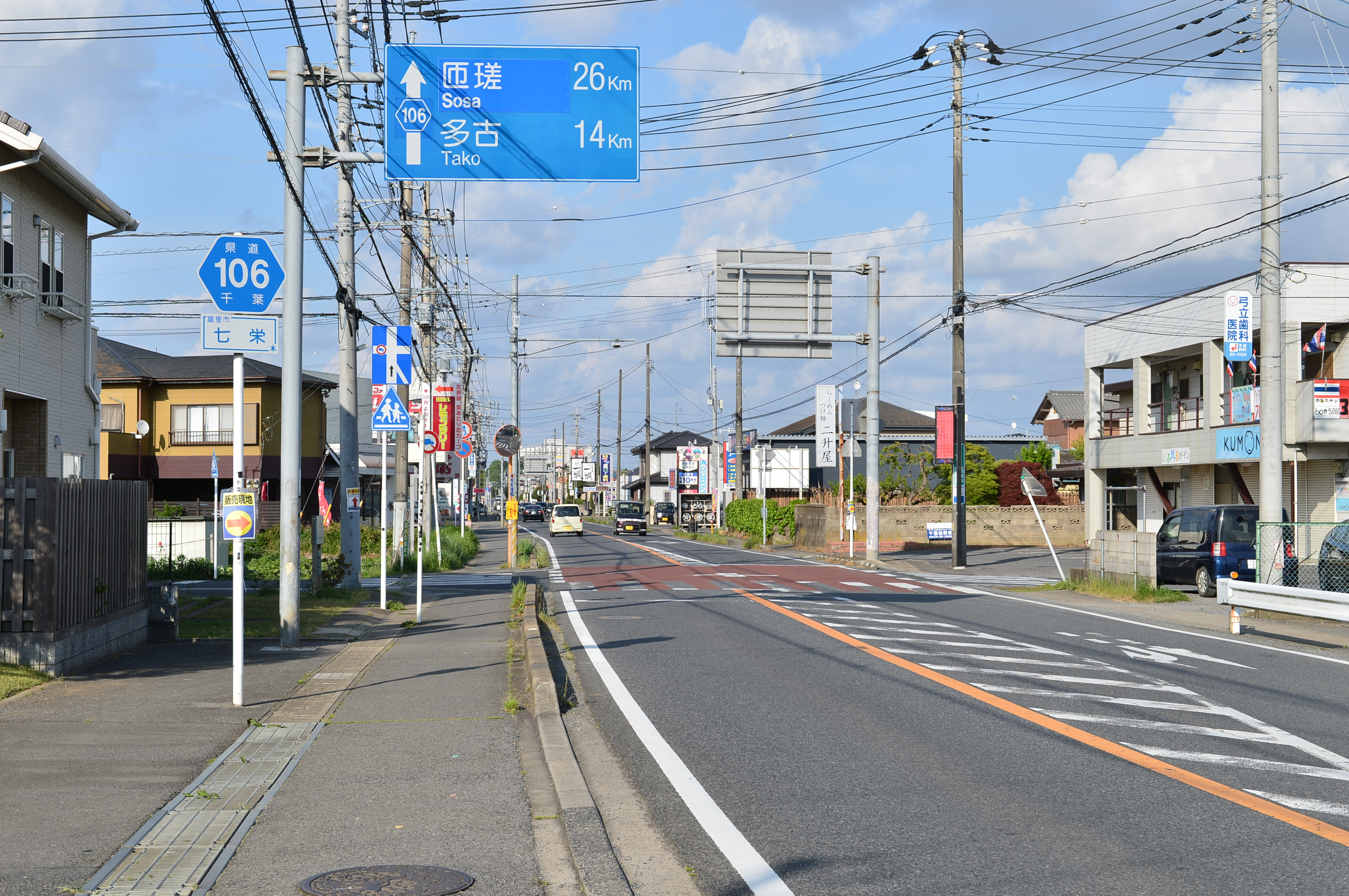
富里市七栄（2015年4月）
県道102号成田両国線交点付近

千葉県道106号八日市場佐倉線（ちばけんどう106ごう ようかいちばさくらせん）は、千葉県匝瑳市から、佐倉市佐倉に至る県道（一般県道）である。

## 概要
千葉県匝瑳市生尾の千葉県道16号佐原八日市場線との交点を起点とし、成田市を経て、佐倉市佐倉を終点とする路線。
「匝瑳市生尾 - 山武郡芝山町大里」、「山武郡芝山町大里 - 成田市三里塚」、「成田市三里塚 - 富里市七栄」の各区間毎にそれぞれ成り立ちの異なる道路を、「千葉県道106号八日市場佐倉線」とし一つの県道としたものである。このうち、「山武郡芝山町大里 - 成田市三里塚」の区間は元の成田鉄道多古線のルートであり、その後建設された成田空港のA滑走路や整備地区により分断されたため、空港敷地の外側を迂回するルートに付け替えられた。
因みに、国道296号の「多古町染井」以南は、元成田鉄道多古線の軌道跡を一般道化したものである。
建設にあたり、成田国際空港周辺整備のための国の財政上の特別措置に関する法律（成田財特法）による補助金のかさ上げの適用を受けている。

### 路線データ
- 起点：千葉県匝瑳市生尾（千葉県道16号佐原八日市場線交点）
- 終点：千葉県佐倉市佐倉
- 総延長：*.* km（海匝土木事務所管内：*.* km、成田土木事務所管内：25.055 km[2]、印旛土木事務所管内：*.* km）
- 重用延長：*.* km（海匝土木事務所管内：*.* km、成田土木事務所管内：17.047 km、印旛土木事務所管内：*.* km）
- 未供用延長：なし（海匝土木事務所管内：*.* km、成田土木事務所管内：0.0 km、印旛土木事務所管内：*.* km）
- 実延長：*.* km（海匝土木事務所管内：*.* km、成田土木事務所管内：8.008 km[2]、印旛土木事務所管内：*.* km）

## 路線状況

### 重複するおもな道路
- 千葉県道74号多古笹本線
千葉県香取郡多古町南中 - 多古町染井
- 国道296号線
千葉県香取郡多古町染井 - 山武郡芝山町大里（白枡）
千葉県富里市七栄（七栄東） - 佐倉市佐倉

## 地理

### 通過する自治体
- 千葉県
  - 匝瑳市 - 香取郡多古町 - 山武郡芝山町 - 成田市 - 富里市 - 印旛郡酒々井町 - 佐倉市

### 接続するおもな道路
- 千葉県道16号佐原八日市場線（匝瑳市生尾、起点）
- 千葉県道109号横芝停車場吉田線（匝瑳市吉田）
- 千葉県道74号多古笹本線（香取郡多古町南中 - 多古町染井、重複）
- 千葉県道120号多古栗源線（香取郡多古町多古）
- 千葉県道79号横芝下総線（香取郡多古町染井）
- 国道296号（香取郡多古町染井 - 山武郡芝山町大里、白枡、重複）
- 千葉県道62号成田松尾線（山武郡芝山町大里・千代田交差点）
- 千葉県道62号成田松尾線（成田市三里塚・三里塚交差点）
- 千葉県道43号八街三里塚線（成田市三里塚）
- 千葉県道102号成田両国線（成田市七栄）
- 国道296号（富里市七栄・七栄東交差点 - 佐倉市佐倉、重複）
- 国道409号（富里市七栄・南七栄N.T.入口交差点）
- 千葉県道77号富里酒々井線（印旛郡酒々井町下台・墨入口交差点）
- 国道51号（印旛郡酒々井町上本佐倉・酒々井交差点）
- 千葉県道76号成東酒々井線（印旛郡酒々井町上本佐倉・上本佐倉交差点）
- 千葉県道137号宗吾酒々井線（印旛郡酒々井町上本佐倉・上本佐倉交差点）

### 沿線
- 匝瑳市立吉田小学校（匝瑳市吉田）
- 吉田郵便局（匝瑳市吉田）
- 芝山鉄道芝山千代田駅（芝山町香山新田）
- 成田国際空港（成田市）
- 富里市立根木名小学校（富里市根木名）